# Ha llegado Don Juan
Ha llegado Don Juan es una obra de teatro en tono de comedia, dividida en un prólogo y dos actos, de Jacinto Benavente. Se estrenó en el Teatro de la Comedia de Barcelona el 12 de abril de 1952.

## Argumento
En esta obra, Jacinto Benavente hace su propia interpretación del Don Juan clásico. Muestra a un personaje vulgar, poco interesante en sí mismo, alejado del mito. Un personaje que podríamos encontrarnos en cualquier calle.
Al pequeño y provinciano pueblo de Moraleda, llega un ya maduro Don Juan Tenorio sacudiendo las costumbres y moral de los lugareños.

## Estreno
- Compañía Infanta Isabel.
- Director: Arturo Serrano.
- Intérpretes: Isabel Garcés, Mariano Asquerino, Francisco Piquer, Olga Peiró, Rafaela Aparicio, Consuelo Company, Ricardo Juste, Miguel Gómez. En la representación en Madrid, se incorporó al reparto Julia Gutiérrez Caba.